# كورتيس غرانت
كورتيس غرانت (بالإنجليزية: Curtis Grant)‏ هو لاعب كرة قدم أمريكية أمريكي، ولد في 28 ديسمبر 1992 في ريتشموند في الولايات المتحدة.

## وصلات خارجية
- كورتيس غرانت على موقع مرجع كرة القدم المحترفة.كوم (الإنجليزية)